# Harriot (planeta)
Harriot (55 Cancri f) – planeta pozasłoneczna orbitująca wokół gwiazdy 55 Cancri, niewielki gazowy olbrzym o masie podobnej do Neptuna, krążący w ekosferze gwiazdy. Planeta 55 Cnc f była pierwszą, której nadano oznaczenie „f” jako piątej w układzie planetarnym.

## Nazwa
Nazwa planety została wyłoniona w publicznym konkursie w 2015 roku. Upamiętnia ona Thomasa Harriota, astronoma, matematyka i etnografa, któremu przypisuje się pierwsze rysunki powierzchni Księżyca obserwowanej przez teleskop. Nazwę tę zaproponowali członkowie Królewskiego Niderlandzkiego Stowarzyszenia Meteorologii i Astronomii (Koninklijke Nederlandse Vereniging voor Weer- en Sterrenkunde) z Holandii.

## Odkrycie
W 2005 roku były znane cztery planety układu 55 Cancri; astronom Jack Wisdom zakwestionował istnienie najbardziej wewnętrznej planety 55 Cancri e. Stwierdził, że sygnał przypisywany tej planecie tak naprawdę pochodzi od 55 Cancri c, a zamiast gorącego neptuna w układzie istnieje niewielki gazowy olbrzym o masie 1,8 masy Neptuna (31 mas Ziemi) i okresie obiegu po orbicie równym około 261 dni.
Jego przypuszczenia częściowo się potwierdziły: w 2007 zespół Debry Fischer z San Francisco State University wykazał, że obie planety (e i f, Janssen i Harriot) istnieją. Odkrycie to pozwoliło skorygować parametry orbit wszystkich planet układu i wyeliminowało podejrzane sygnały z krzywej prędkości radialnej.